# Běloruská opozice
Běloruská opozice je skupina politiků a aktivistů, která vystupuje jako politická opozice vůči autoritářskému režimu Alexandra Lukašenka v Bělorusku od roku 1995, předtím vůči komunistickému režimu BSSR (1988–1991). Opozice usiluje o nastolení parlamentní demokracie v Bělorusku. 9. srpna 2022 vytvořila Jednotný přechodný kabinet Běloruska (bělorusky Аб’яднаны Пераходны Кабінет Беларусі), který vystupuje jako alternativní exilová vláda se sídlem ve Vilniusu v sousední Litvě.

## Mezinárodní podpora
- Evropská unie
- Česko
- Estonsko
- Lotyšsko
- Litva
- Polsko
- Moldavsko